# مسجد قلاوون (القدس)

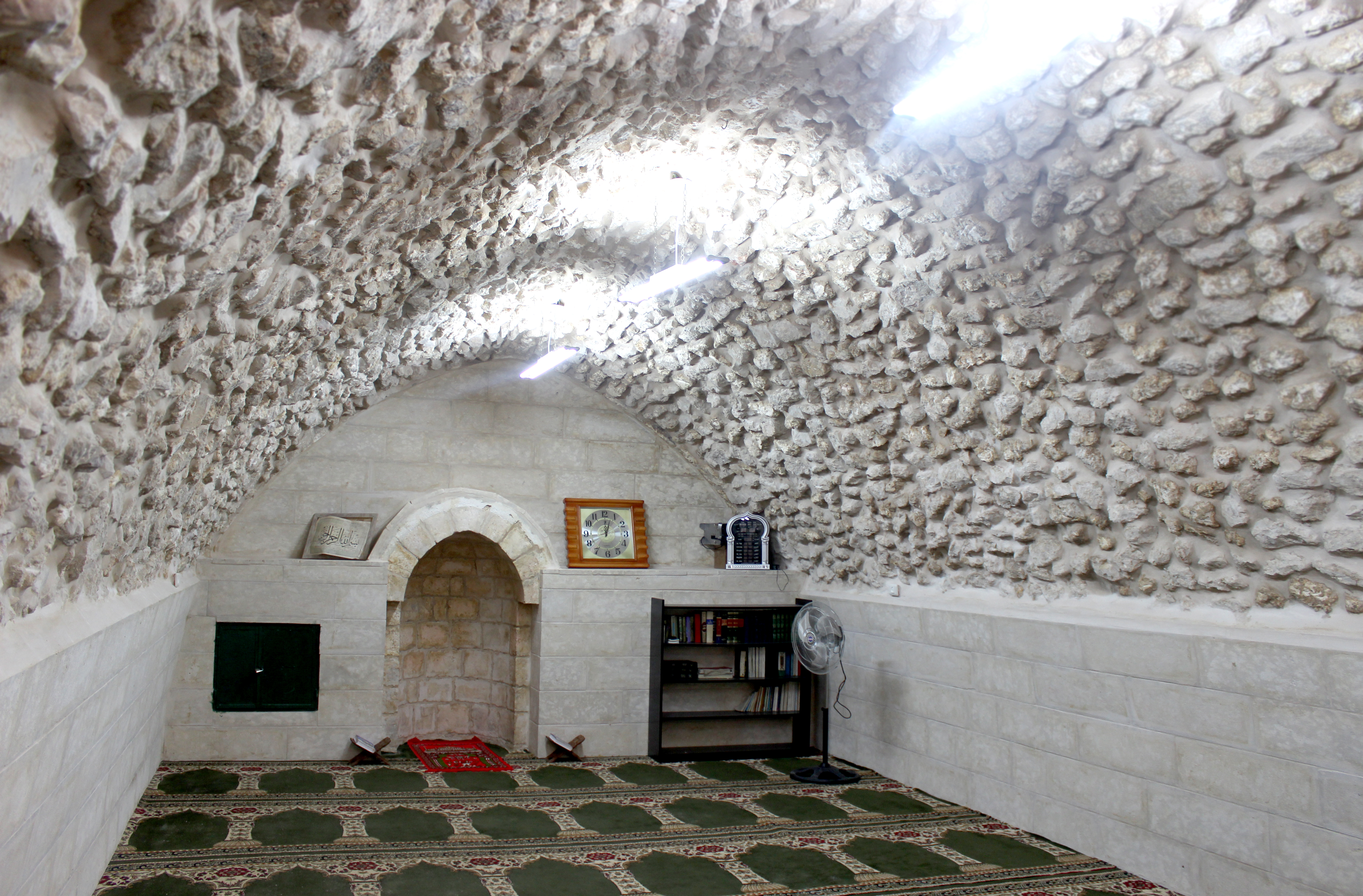
المسجد من الداخل.

مسجد قلاوون، مسجد أثري يعود تاريخه إلى العصر المملوكي في فلسطين، وتحديدًا عام 1288م / 686 هـ. يقع داخل أسوار البلدة القديمة لمدينة القدس، في حارة النصارى، بالقُرب من مسجد الخانقاة، ومسجد عمر بن الخطاب ومسجد الحيات، بعد مدخل باب الجديد. تبلغ مساحته 40 مترًا مربعًا. ويُنسب إلى السلطان المملوكي المنصور قلاوون.

## التسمية
سمي المسجد بمسجد قلاوون نسبة إلى منشئه المنصوب قلاوون الحاكم المملوكي . يسمّى أيضًا المسجد القلندري، ويقال سمّي بذلك نسبة إلى طريقة صوفيّة عرفت آنذاك. بعد ترميم المسجد نقش على مدخله "المسجد المنصوري" على لوحة من الرخام ثبتت فوق مدخله، ولذلك هناك جدل حول الاسم الأصليّ للمسجد.

## المكان
يقع المسجد في القرب من مسجد الخانقاه في طريق مار فرنسيس مقابل دير اللاتين بالقرب من الباب الجديد، وإلى جانبه أيضًا مسجد عمر بن الخطاب ومسجد الحبات.

## المبنى
تبلغ مساحة المسجد 40 مترًا مربّعًا، يتوصل إليه عبر باب يقع في الجدار الشمالي منه، ويؤدي إلى بيت الصلاة المكون من بناء مستطيل الشكلي، يغطيه قبو برميليّ، وله محراب حجريّ يتكون من حنية متوّجة. تعرض المسجد للإهمال فترة طويلة ممّا أدّى إلى خرابه حتّى تمّ إصلاحه مؤخرا. هناك ادعاءات بأنّ المسجد لم يعد متواجدًا اليوم، وأنّه صار عبارة عن مصلّى في أحياء القدس.

## معرض الصور

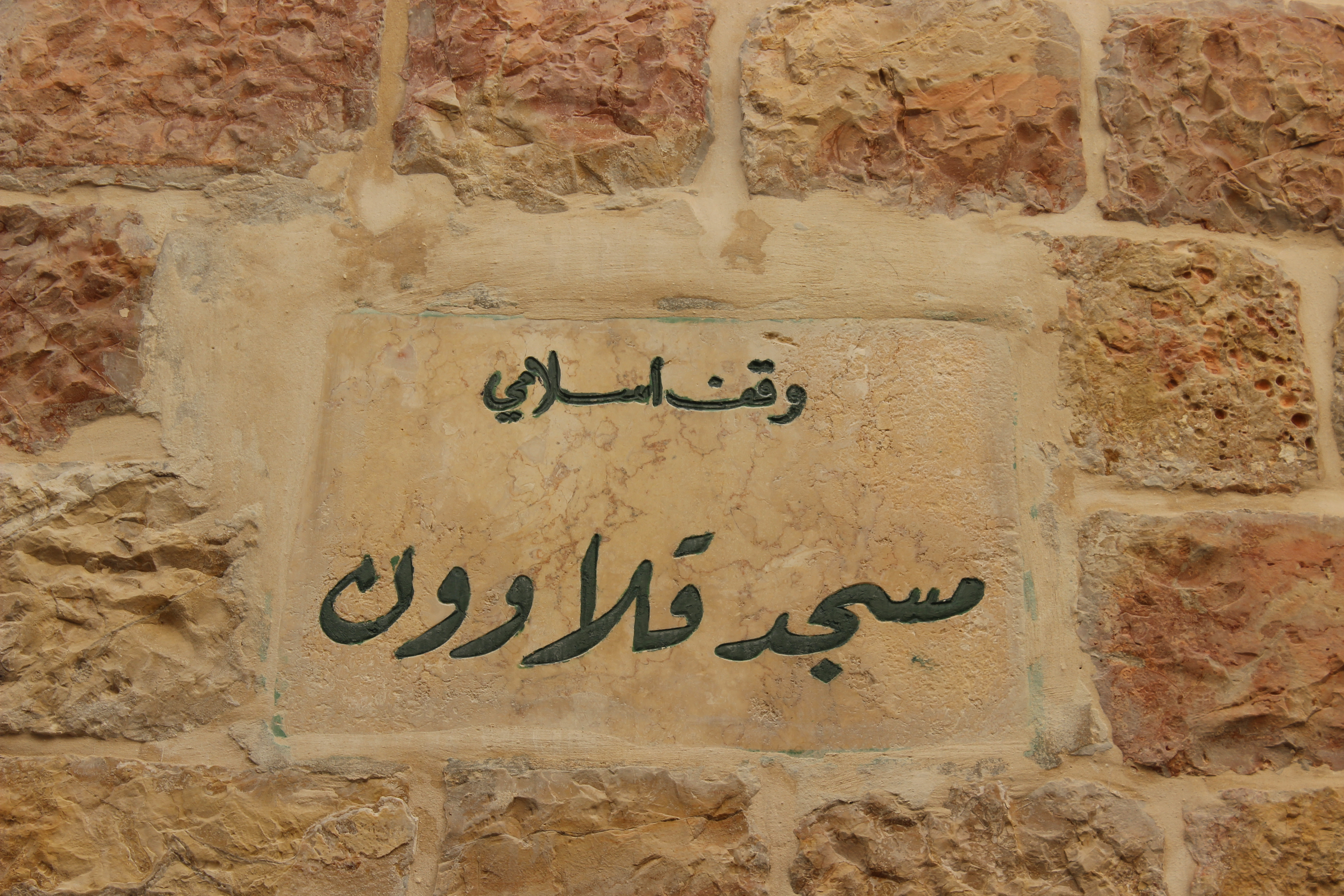
لافتة تُشير إلى إسمِ المسجد.